# Lucas Fasson
Lucas Fasson dos Santos (Santo André, Sao Paulo, Brasil, 30 de mayo de 2001) es un futbolista brasileño. Juega de defensa y su equipo es el F. C. Lokomotiv Moscú de la Liga Premier de Rusia.

## Trayectoria
Nacido en Santo André, Sao Paulo, se formó en las divisiones inferiores del Diadema y São Paulo. Destacó por su buen manejo del balón, se destacó en los equipos juveniles, comenzando a recibir minutos en el primer equipo, especialmente tras su participación en la Copa São Paulo de Futebol Júnior de 2020.
Su debut profesional y única aparición con la camiseta del Tricolor Paulista se produjo el 8 de marzo de 2020, entrando como suplente en la derrota 0:1 ante Botafogo de Ribeirão Preto por el Campeonato Paulista 2020.
A mediados del 202 hubo interés por parte del FC Barcelona por lograr su fichaje, más no estuvo dispuesto a pagar su cláusula de rescisión de 40 millones de euros, por lo que desestimó su fichaje.
El 1 de julio de 2020, pidió la rescisión de su contrato con São Paulo, al cual le quedaban 3 años, indicando que dicho contrato, que firmó cuando era un adolescente, era ilegal. La Consolidação das Leis do Trabalho y la Ley Pelé permiten a los clubes brasileños firmar un contrato de trabajo de cinco años con atletas menores de 18 años. El reglamento de la Confederación Brasileña de Fútbol dice eso, pero también señala que en los litigios presentados ante la FIFA , se considerarán los primeros tres años de contrato.
En septiembre de 2020, fue anunciado su fichaje por Deportes La Serena de la Primera División de Chile. Tanto el conjunto granate como el jugador fueron notificado por São Paulo para pagar la cláusula de rescisión del contrato de 40 millones de euros. El 23 de septiembre, la FIFA le concedió un permiso temporal a Fasson para jugar por el conjunto chileno.
El 16 de agosto de 2021 se anuncia su contratación por el Athletico Paranaense de la Serie A Brasileña en un contrato válido hasta 2026. Su debut con el club se produjo el 14 de septiembre de 2021, en un partido válido por la Copa de Brasil 2021 ante el Santos, entrando desde la banca en la victoria 1:0 ante el conjunto santista.
El 8 de junio de 2022 es anunciada su contratación por el FC Lokomotiv Moscú en un contrato por 4 años.

## Clubes
| Club                      | País   | Año       |
| ------------------------- | ------ | --------- |
| São Paulo F. C.           | Brasil | 2020      |
| Deportes La Serena        | Chile  | 2020-2021 |
| Club Athletico Paranaense | Brasil | 2021-2022 |
| F. C. Lokomotiv Moscú     | Rusia  | 2022-     |

## Palmarés

### Campeonatos internacionales
| Título            | Equipo               | Sede       | Año  |
| ----------------- | -------------------- | ---------- | ---- |
| Copa Sudamericana | Athletico Paranaense | Montevideo | 2021 |